# NordGen
NordGen eller Nordisk Genressourcecenter er en nordisk institution for bevarelse og bæredygtig udnyttelse af planter, husdyr og skove i overensstemmelse med FNs konvention om biologisk diversitet og i internationalt samarbejde. Forretningen har hovedkontor i den skånske by Alnarp, hvor NordGen Plante-center findes, mens NordGen husdyr og NordGen Skov, se Ås uden for Oslo i Norge.
NordGen er reguleret af Nordisk Ministerråd, som også finansierer virksomheden, og blev etableret den 1. januar 2008 ved en sammenlægning af Nordisk Genbank Husdyr, Nordisk Genbank og Nordisk Skovsbrugs frø- og planteråd. En fusion mellem de forskellige organisationer har til hensigt at styrke arbejdet med genetiske ressourcer for fødevarer og landbrug i Norden. NordGen er også ansvarlig for driften af Svalbard Global Seed Vault med globale opgaver beskyttelsescertifikater vedrørende frø- og genmaterialer. Som en af verdens førende videnS- og beskyttelse centre PÅ området, ER formålet med NordGen bevare og sikre en sund biologiske mangfoldighed i verden nu og i fremtiden. NordGen udgive skrifter, forsker og forbereder databaser i området.
Danmark har nu også fået et opbevaringssted, dette er sket for sprede opbevaringssteder og dermed sikkerheden.